# Albert Jodlbauer
Albert Jodlbauer (* 27. April 1871 in München; † 13. Mai 1945 in Thierberg, Tirol, Österreich) war ein deutscher Mediziner, Pharmakologe und Toxikologe.

## Leben und Wirken
Albert Jodlbauer legte 1890 am Wilhelmsgymnasium München das Abitur ab und studierte von 1891 bis 1896 Medizin an der Medizinischen Fakultät der Universität München. Während seines Studiums wurde er Mitglied des Akademischen Gesangvereins München im Sondershäuser Verband. 1896 wurde er bei Otto von Bollinger mit der Arbeit Ein Fall von Syphilis des Herzens zum Dr. med. promoviert. Anschließend wurde er Assistent am pharmakologischen Institut der Medizinischen Fakultät unter der Leitung von Hermann von Tappeiner. 1901 habilitierte er sich und wurde zum Privatdozenten ernannt. 1908 erhielt er den Titel eines außerordentlichen Professors, 1914 wurde er Abteilungsvorsteher am Pharmakologischen Institut der Medizinischen Fakultät.
Ab 1915 nahm er am Ersten Weltkrieg teil. Er wurde mit dem Eisernen Kreuz II. Klasse (1915) und dem Militärverdienstorden IV. Klasse mit Schwertern (1916) ausgezeichnet, 1917 Oberarzt der Reserve und 1919 Stabsarzt. Ab 1920 war er wieder am Pharmakologischen Institut tätig.
1923 wurde er an der Tierärztlichen Fakultät der Universität München als Nachfolger von Josef Brandl auf den Lehrstuhl für Pharmakologie, Toxikologie und Pharmazie berufen. 1927/1928 war er Dekan der Tierärztlichen Fakultät, 1927 bis 1929 und 1932 bis 1934 war er Senator der Universität München.
Er wurde 1936 emeritiert, übernahm aber die Stellvertretende Leitung des Instituts und hielt vertretungsweise den Lehrstuhl, da sich die Wiederbesetzung verzögerte. Als er 1937 aus gesundheitlichen Gründen seine Lehrtätigkeit beendete, übernahm Karl Hilz seine Vertretung und wurde 1938 auf den Lehrstuhl berufen.
In seiner Forschungsarbeit beschäftige sich Albert Jodlbauer insbesondere mit den physiologischen und pharmakologischen Wirkungen des Lichts. In der Veröffentlichung Die sensibilisierende Wirkung fluorescierender Substanzen prägte er zusammen mit Hermann von Tappeiner den Begriff der „photodynamischen Wirkung“ (Photodynamische Therapie). Außerdem befasste er sich mit Problemen der Blutgerinnung, des Fluorgehalts im Körper, der pharmakologischen Wirkung von Bittermitteln und mit veterinärpharmakologischen und -toxikologischen Problemen. 1941 erhielt er anlässlich seines 70. Geburtstages die Ehrendoktorwürde Dr. med. vet. h. c.
Albert Jodlbauer war ab 1901 mit Marie Anna Oberhummer (1875–1960), der Tochter von Eugen Oberhummer, verheiratet. 1945 kam er bei einem Unfall auf seinem Besitz bei Kufstein ums Leben.

## Schriften
- Ein Fall von Syphilis des Herzens. Dissertation. Universität München 1896.
- Ueber Resorption und Sekretion im Dünndarm bei Gegenwart gelöster Eiweisskörper sowie über die Wirkung von Bittermitteln auf den Dünndarm. Habilitationsschrift. Universität München 1901. Mühlthaler, München 1901, OCLC 166057427
- mit Hermann von Tappeiner: Über die Wirkung der photodynamischen (fluoreszierenden) Stoffe auf Infusorien. In: Deutsches Archiv der Klinischen Medizin. 80, 1904, S. 427–487.
- mit Hermann von Tappeiner (Hrsg.): Die sensibilisierende Wirkung fluorescierender Substanzen. Gesammelte Untersuchungen über die photodynamische Erscheinung. Aus dem Pharmakologischen Institut der Universität München. Vogel, Leipzig 1907.